# Falsocacia nigromaculata
Falsocacia nigromaculata är en skalbaggsart som beskrevs av Maurice Pic 1944. Falsocacia nigromaculata ingår i släktet Falsocacia och familjen långhorningar. Inga underarter finns listade i Catalogue of Life.